# La Romagne (Ardenas)
La Romagne é uma comuna francesa na região administrativa de Grande Leste, no departamento das Ardenas. Estende-se por uma área de 9,91 km².